# Кожино (Гороховецкий район)
Кожино — деревня в Гороховецком районе Владимирской области России, входит в состав Денисовского сельского поселения.

## География
Село расположено в 19 км на юго-восток от центра поселения посёлка Пролетарский и в 23 км на юго-запад от Гороховца.

## История

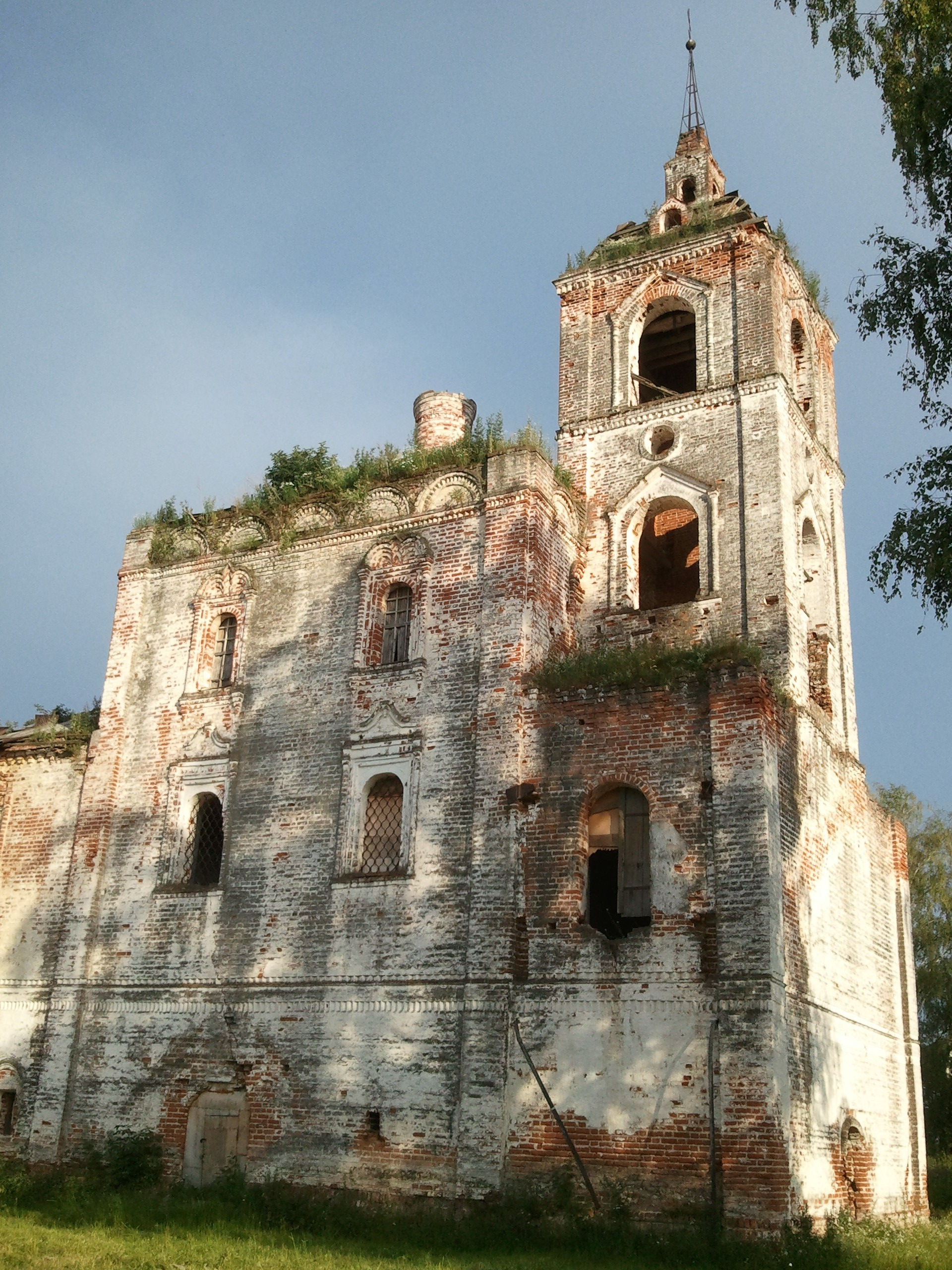
Церковь Ильии Пророка. 2012 год

До 1761 года село Кожино принадлежащего Суздальскому Спасо-Евфимиеву монастырю; оно было приложено в монастырь частично в 1573 году Марьей Григорьевной Третьяковой женой Кожина и частично в 1588 году Софьей Никифоровной, дочерью Кожина. В писцовых книгах Гороховецкого уезда 1628 года о Кожине отмечено следующее: "в селе Кожино церковь пророка Ильи древяна клецки вверх - строение Спасского монастыря и приходских людей. По прежним книгам 1678 года в Кожине значится уже две церкви - во имя святого пророка Ильи и Казанской иконы Пресвятой Богородицы. В 1760-1772 годах вместо деревянных церквей построен в Кожине каменный двухэтажный храм. Главною строительницей храма была, по преданию помещица А.А. Оболдуева. Престолов в этом храме два: в верхнем этаже во имя святого Пророка Ильи, в нижнем в честь Казанской иконы Божией Матери. »
В XIX и первой четверти XX века село являлось центром Кожинской волости Гороховецкого уезда. 
В годы Советской власти до 1998 года деревня входила в состав Чулковского сельсовета.
| 1859 | 1905 |
| ---- | ---- |
| 375  | 509  |

| 1859 | 1905 | 1926 | 2002 | 2010 | 2021 |
| ---- | ---- | ---- | ---- | ---- | ---- |
| 375  | ↗509 | ↗595 | ↘45  | ↘21  | ↗23  |

## Достопримечательности
В деревне находится полуразрушенная Церковь Илии Пророка (1760-1772).